# Siwan Morris
Siwan Morris es una actriz galesa de Glynneath. Morris ha aparecido en varios papeles para la Royal Shakespeare Company. Los papeles televisivos de Morris han incluido a Angie en las series 1 y 2 de la serie de comedia dramática para adolescentes Skins (2007-2008), Ceri en las series 1 a 3 de la serie dramática para adolescentes Wolfblood (2012-2014) y varios programas de televisión en galés. espectáculos de teatro. En mayo de 2020, apareció en un episodio de la telenovela de la BBC Doctors como Jessica Dale.
Actriz de teatro y pantalla galesa conocida por sus papeles en series de televisión como Casualty (BBC1), Belonging (BBC Gales) y Skins (UK) (Canal E4). También apareció en varias producciones teatrales de la Compañía Real de Shakespeare (RSC).

## Curiosidades
Se presentó con una banda de pop y electrónica llamada Clinigol, contribuyendo vocales al primer álbum del grupo.

## Vida Familiar
Creció en Glynneath, Sur de Gales, hablando galés e inglés con fluidez.